# Yetlington
Yetlington – wieś w Anglii, w hrabstwie Northumberland. Leży 51 km na północny zachód od miasta Newcastle upon Tyne i 447 km na północ od Londynu.